# Mike Edwards (Leichtathlet, 1990)
Mike Edwards (* 11. Juli 1990 in Manchester) ist ein nigerianischer Leichtathlet britischer Herkunft, der sich auf den Hochsprung spezialisiert hat und seit April 2018 für Nigeria startberechtigt ist.

## Sportliche Laufbahn
Mike Edwards studierte an der University of Alabama und sammelte 2009 erste Erfahrungen bei internationalen Meisterschaften, als er bei den Junioreneuropameisterschaften in Novi Sad mit übersprungenen 2,11 m den neunten Platz belegte. 2018 startete er für Nigeria bei den Afrikameisterschaften in Asaba und belegte dort mit 2,15 m den vierten Platz. 2022 gewann er dann bei den Afrikameisterschaften in Port Louis mit einer Höhe von 2,15 m die Silbermedaille hinter dem Algerier Hichem Bouhanoun.
2018 wurde Edwards britischer Hallenmeister im Hochsprung und in den Jahren 2021 und 2022 sicherte er sich den nigerianischen Meistertitel.

## Persönliche Bestleistungen
- Hochsprung: 2,25 m, 19. Juli 2015 in Birmingham
  - Hochsprung (Halle): 2,22 m, 1. Februar 2014 in Hustopeče